# Ptychadena ansorgii
Espèce
Synonymes
- Rana ansorgii Boulenger, 1905

Statut de conservation UICN

 LC  : Préoccupation mineure
Ptychadena ansorgii est une espèce d'amphibiens de la famille des Ptychadenidae.

## Répartition
Cette espèce est endémique du centre-Sud de l'Afrique. Elle se rencontre en Angola, au Malawi, en République démocratique du Congo et dans le nord de la Zambie,.

## Description
L'holotype de Ptychadena ansorgii, une femelle, mesure 40 mm. Son dos de teinte gris olivâtre présente des taches noires. Ce premier spécimen a été capturé dans les environs de Benguela.

## Étymologie
Cette espèce est nommée en l'honneur de William John Ansorge (1850–1913) qui a collecté l'holotype.

## Publication originale
- Boulenger, 1905 : A list of the Batrachians and Reptiles collected by Dr. WJ Ansorge in Angola, with Descriptions of new Species. Annals and Magazine of Natural History, sér. 7, vol. 16, no 92, p. 105-115 (texte intégral).